# Shigeki Hitosato
Shigeki Hitosato (ur. 9 września 1994 w Tomakomai) – japoński hokeista, reprezentant Japonii.

## Kariera
- Shirakaba Gakuen High (2011-2012)
- Uniwersytet Toyo (2013-2016)
- Tohoku Free Blades (2017-2022)
- GKS Katowice (2022-2024)
- Tohoku Free Blades (2024-)

Przez trzy sezony grał w barwach drużyny Uniwersytetu Toyo z Tokio, a później przez szereg lat do 2022 w barwach zespołu Tohoku Free Blades w rozgrywkach ligi azjatyckiej. Pod koniec czerwca ogłoszono jego transfer do GKS Katowice w Polskiej Hokej Lidze. Od połowy 2024 ponownie Tohoku Free Blades.
W barwach juniorskich reprezentacji Japonii uczestniczył w turniejach mistrzostw świata juniorów do lat 18 edycji 2012 (Dywizja IA), mistrzostw świata juniorów do lat 20 edycji 2014 (Dywizja IB, kapitan). W kadrze seniorskiej uczestniczył w turniejach zimowej Uniwersjady edycji 2015, 2017 (w drugim przypadku był kapitanem) oraz mistrzostw świata edycji 2022, 2023 (Dywizja IB).

## Sukcesy
Reprezentacyjne
- Awans do Dywizji IA mistrzostw świata seniorów: 2023

Klubowe
- Superpuchar Polski: 2022 z GKS Katowice
- Złoty medal mistrzostw Polski: 2023 z GKS Katowice
- Srebrny medal mistrzostw Polski: 2024 z GKS Katowice

Indywidualne
- Mistrzostwa Świata w Hokeju na Lodzie 2022 (I Dywizja)#Grupa B:
  - Siódme miejsce w klasyfikacji strzelców turnieju: 3 gole[4]
  - Czwarte miejsce w klasyfikacji asystentów turnieju: 4 asysty[5]
  - Trzecie miejsce w klasyfikacji kanadyjskiej turnieju: 7 punktów[6]
  - Trzecie miejsce w klasyfikacji +/- turnieju: +8[7]